# Franziskanerkloster Heilbronn

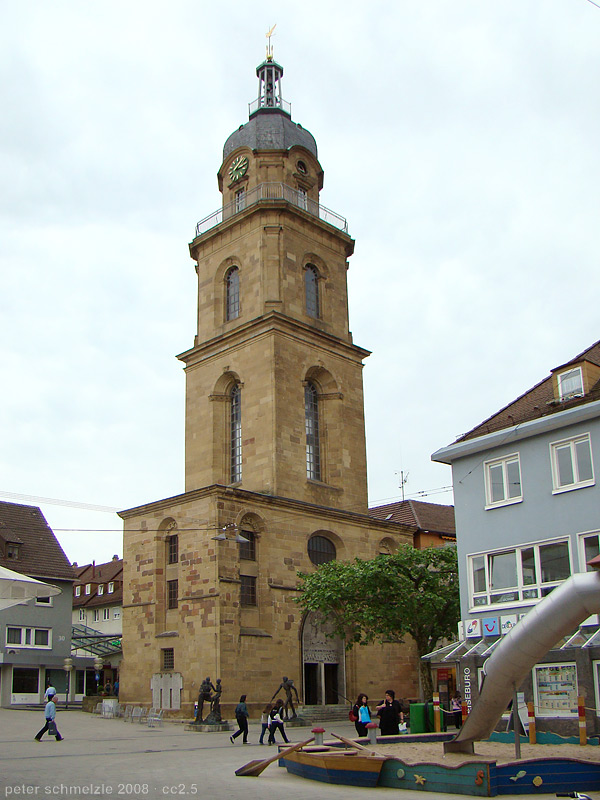
Der Hafenmarktturm in Heilbronn geht auf das ehemalige Franziskanerkloster zurück

Das Franziskanerkloster in Heilbronn war eine seit dem 13. Jahrhundert bestehende Klostergemeinschaft. Das Kloster wurde 1544 aufgehoben. Teile des Klostergebäudes wurden 1925 abgerissen, die Reste 1944 zerstört. Die 1314 eingeweihte Klosterkirche St. Marien und Franziskus wurde 1688 zerstört, der bis 1727 wiederaufgebaute Turm der Kirche ist heute als Hafenmarktturm bekannt.

## Geschichte

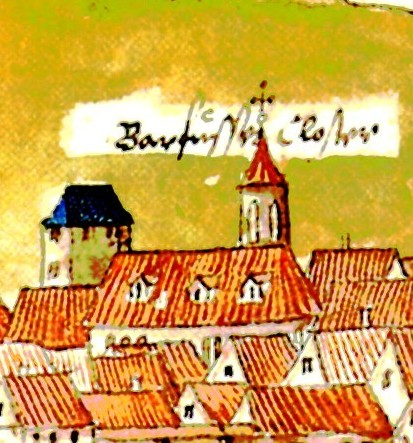
Das Franziskanerkloster auf einer Ansicht von 1557

### Franziskanerorden in Heilbronn 1290–1544
Die Brüder des 1210 gegründeten Franziskanerordens (Ordo fratrum minorum „Minderbrüder“, auch „Barfüßer“) wurden im Jahr 1272 erstmals in Heilbronn erwähnt und errichteten ein Kloster in angulo civitatis („in einem Winkel der Stadt“), wobei Grundriss und Standort nicht überliefert sind. Die Jahreszahl 1290 an einem Wappen am Gewölbe der späteren Marienkirche des Franziskanerordens in Heilbronn wird als Jahr der Grundsteinlegung der Kirche gedeutet. Auch das erste Begräbnis in der Kirche fand erst im Jahre 1290 statt. 1309 nahm König Heinrich IV. an einem Gottesdienst in der späteren Marienkirche teil, als er sich im August des Jahres mit dem Erzbischof Peter von Mainz in Heilbronn traf. Bruder Mathäus verkündete nach der Predigt, ein Bote von Papst Clemens V. sei angekommen und habe die Einladung zur Kaiserkrönung überbracht. 1314 wurde die Klosterkirche dem Patrozinium der Jungfrau Maria und dem hl. Franziskus geweiht; dies belegt die Bauinschrift A.D.MCCCXIV consecrata est haec eccelsia in hon. s. Virginis et beati Franicisci.
Die Ordensbrüder wurden unter der Klosterkirche begraben. Auch Heilbronner Patrizierfamilien und Förderer des Klosters aus dem niederen Adel des Umlandes legten Wert auf eine Bestattung an diesem Ort. Unter den in der Kirche Bestatteten waren Angehörige der Grafen von Löwenstein, der Marschallen von Hohenried, der Herren von Rosenberg, Helmstatt, Liebenstein, Berlichingen, Venningen, Waiblingen, Talheim, Gültlingen, Frauenberg, Rechberg, Holz, Hornberg, Adelsheim, Mentzingen und Gemmingen sowie der Patrizierfamilien Erer, Feurer, Sandritter, Berlin, Schreiber, Stirner, Ansen, Waller, Walther, Lorcher, Laemmlin und andere.
Die Franziskaner in Heilbronn lebten in einfachen Verhältnissen. Der Konvent gehörte zu der 1239 gegründeten oberdeutschen (Straßburger) Ordensprovinz Argentina, die eine gelockerte Armutsauffassung vertrat und eingeschränkten Besitz (usus moderatus) erlaubte. Zur Verwaltung des Besitzes gab es für jedes Franziskanerkloster einen externen Prokurator. In Heilbronn ist in diesem Amt 1339 Konrad Leineweber belegt. Das Kloster lebte hauptsächlich von Naturalien, die es als Almosen aus seinem Kollekturbezirk zwischen Pforzheim, Esslingen, Brettach und Obergriesheim erhielt. Zusätzliches Almosensammeln war den Klosterbrüdern nur erlaubt, wenn das Vorhandene nicht zum Lebensunterhalt ausreichte.
Mit der Zeit stellte sich im Heilbronner Kloster, wie auch andernorts im Franziskanerorden, eine Verflachung bei der Einhaltung der Observanz bezüglich des der Ordensregel entsprechenden Armutsgelübdes ein. So hatte man innerhalb des Ordens bald eine unterschiedliche Armutsauffassung, gab den Habit auf, ließ Privatbesitz der Brüder zu oder nahm Vergünstigungen an. Das Heilbronner Franziskanerkloster und das Klarakloster der ebenfalls in Heilbronn ansässigen Klarissen waren daher in den Jahren 1465/66 und der nachfolgenden Zeit auch Ziel von Reformen durch Papst Paul II. und der ordensinternen Observanzbewegung.
Waren diese noch Reformen innerhalb der katholischen Kirche, führte der weitere Verlauf der Reformation mit ihrer Kritik am Klosterwesen zur Spaltung der Kirche. Die Franziskaner, in Heilbronn darunter zu nennen der Bruder Johann Eberlin von Günzburg († 1533), lehnten die Reformation ab und fanden Rückhalt bei katholischen Landesfürsten. Für Klöster in reformatorisch gesinnten Reichsstädten wie Heilbronn, Nürnberg und Ulm begann jedoch damit der Niedergang.
Bereits 1525 übernahm der Rat der Stadt Heilbronn durch verschiedene Bestimmungen die Kontrolle über das Franziskanerkloster. 1529 bekundete der Heilbronner Rat, das Kloster in seinen Besitz bringen zu wollen, um an dessen Standort ein Zeughaus zu errichten. Daraufhin wurde mit dem Abriss der Klostermauern begonnen. Das Kloster erhielt vorerst jedoch noch Unterstützung durch Georg Truchsess von Waldburg-Zeil († 1531), der beim Reichskammergericht ein Mandat zur Einstellung der Abbrucharbeiten erwirkte. Nach des Truchsessen Tod verbot die Stadt Heilbronn im Dezember 1531 den Franziskanern die Feier verschiedener Messen und bot ihnen zugleich eine Pfründe an, falls sie das Kloster aufgeben würden. Da man die Ordensbrüder nicht für sich gewinnen konnte, drangsalierte man sie in der Folgezeit mit allerlei Schikanen, die zum Aussterben des Konvents führten. 1542 lebten noch zwei Brüder im Kloster. Der letzte verstarb 1544, danach hob die reformatorisch gesinnte Stadt das Kloster auf. Der Franziskanerorden unternahm noch mehrere Versuche, die Rückgabe des Klosters zu erwirken, so in den Jahren 1549 und während des Dreißigjährigen Krieges 1629, doch blieb der Orden erfolglos und die Anlage im Besitz der Stadt Heilbronn.

### Nutzung nach 1544

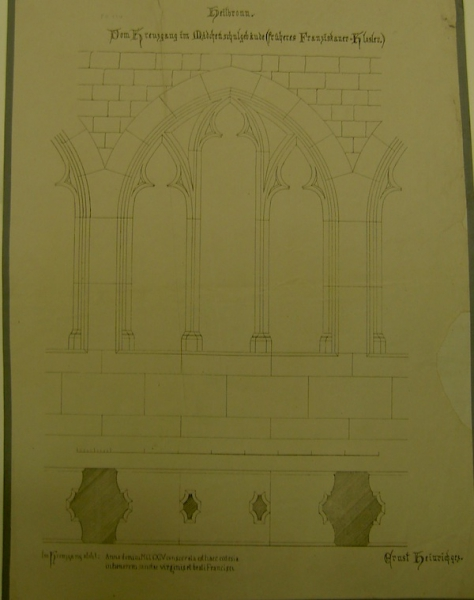
Heilbronn, Kreuzgangfenster vom Franziskanerkloster am Hafenmarkt

#### Konventsgebäude
Die Stadt Heilbronn nutzte das Kloster nach 1544 als neues Domizil der Lateinschule, 1566 überließ der Provinzial des Franziskanerordens die früheren Klosteranlagen auch formell der Stadt. 1575 dienten Kreuzgang und Konvent der Ratsbibliothek. Bis nach dem Bau des Karlsgymnasiums für Knaben 1827 wurden weiterhin einige Klassen im ehemaligen Kloster unterrichtet. Im 19. Jahrhundert erfolgten insgesamt vier größere An- und Umbaumaßnahmen an dem Gebäude, in dem zeitweise mehrere Schulen untergebracht waren, darunter die Höhere Mädchenschule und bis 1889 die Heilbronner Gewerbeschule. 1925 wurde bei der Überdachung des Innenhofes (zur Nutzung als Turnhalle) der Kreuzgang des Klosters abgebrochen. Bei dem großen Luftangriff auf Heilbronn im Jahr 1944 wurde das Klostergebäude vollständig zerstört.

#### Klosterkirche

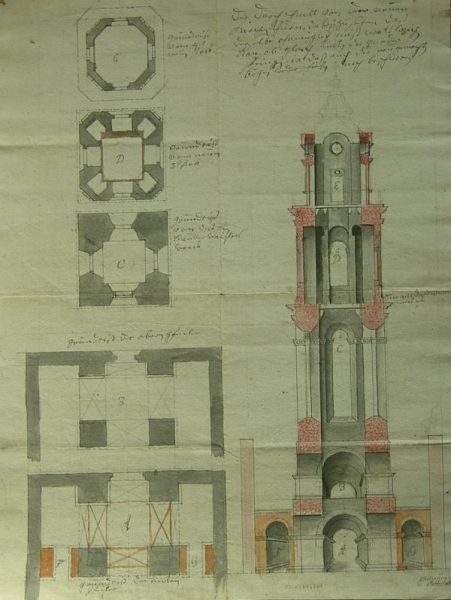
J.P. Meyer, Bauplan

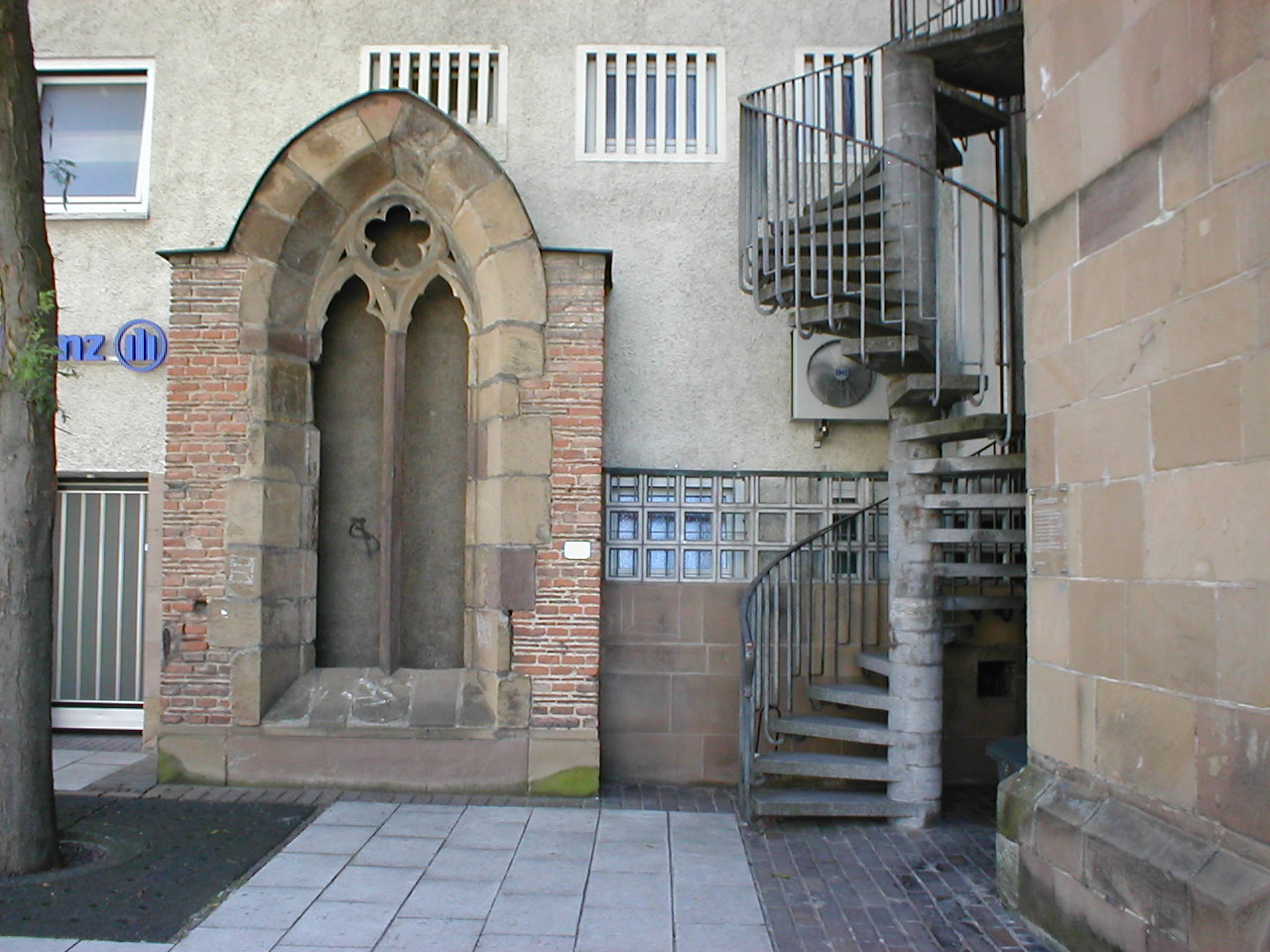
Ein Maßwerkfenster am Hafenmarktturm erinnert an die 1688 zerstörte ehemalige Klosterkirche, wobei der Fünfpass ein Mariensymbol darstellt.

Die Marienkirche wurde nach 1544 zur evangelischen Kirche. 1688 wurde das Kirchengebäude durch die französische Armee zerstört. Der Rat der Stadt versuchte daraufhin, Spendenmittel für den Wiederaufbau zu sammeln. Nachdem nicht genügend Geld zusammenkam, erließ Kaiser Leopold I. um 1698 ein reichsweites Spendenpatent zum Wiederaufbau der Kirche, wodurch zumindest ein Turm der Kirche (der Hafenmarktturm) bis 1727 durch Baurat Johann Philipp Meyer neu entstehen konnte. Da es sich abzeichnete, dass der Wiederaufbau des Kirchenschiffes nicht zu finanzieren war, wurde die zuvor profanierte Nikolaikirche 1706 erneut konsekriert.
Um 1800 diente der Hafenmarktturm als Schrotkugelfabrik. Der Sockelbereich wurde 1926–1936 zum Ehrenmal für die Toten des Ersten Weltkriegs umgestaltet. Im Zuge des Wiederaufbaus nach dem Zweiten Weltkrieg wurde auf der Turmspitze ein Vogel Phönix (Entwurf von Heinrich Röhm 1951) installiert, der Sockelbereich wurde 1963 zum Durchgang umgebaut, bei dem weitere Ehrenmale für Kriegs- und Vertreibungsopfer installiert sind.

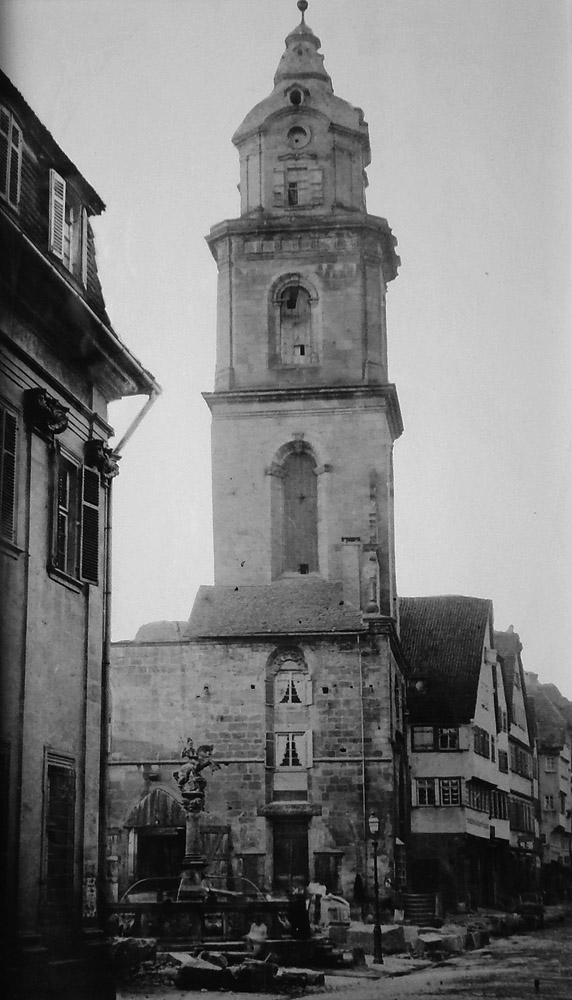
Der Hafenmarktturm um 1868
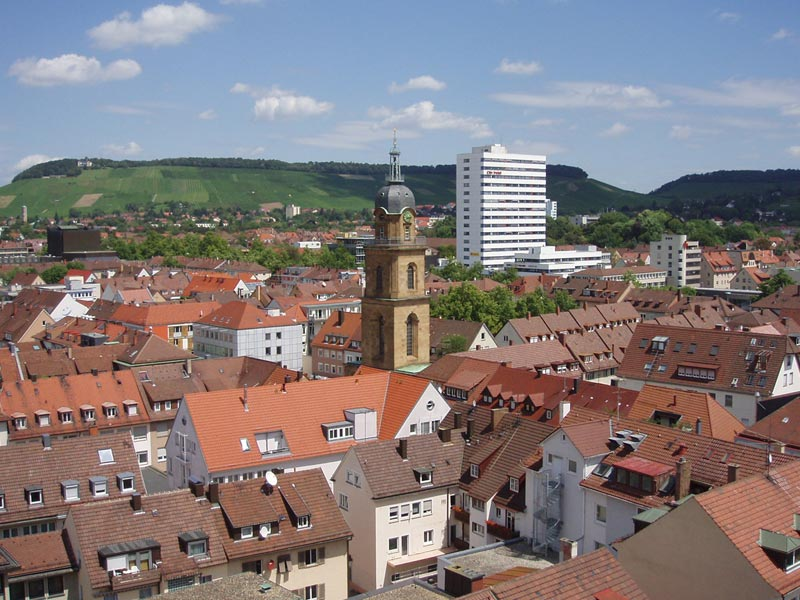
Der Hafenmarktturm vom Kiliansturm aus gesehen
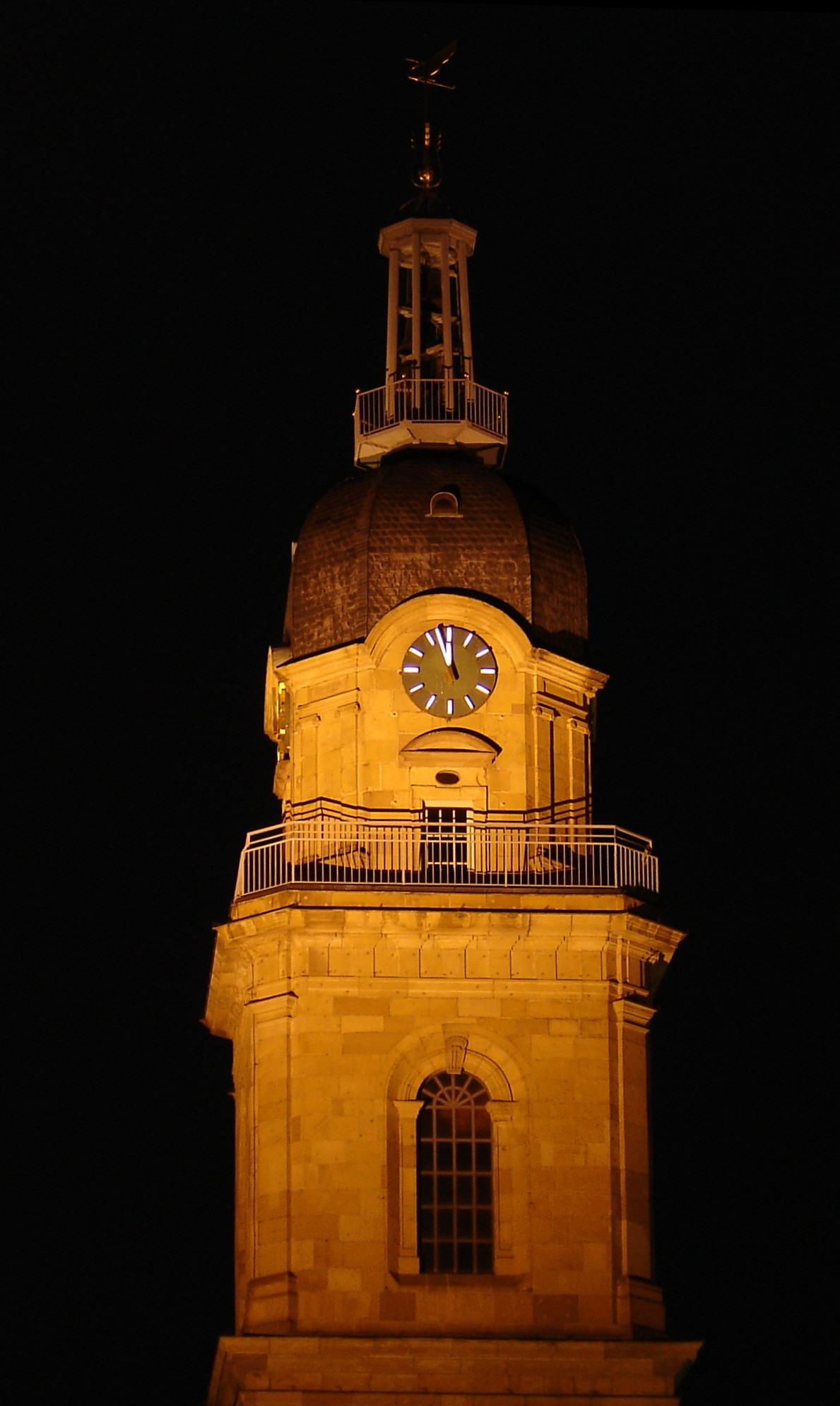
Der Hafenmarktturm bei Nacht
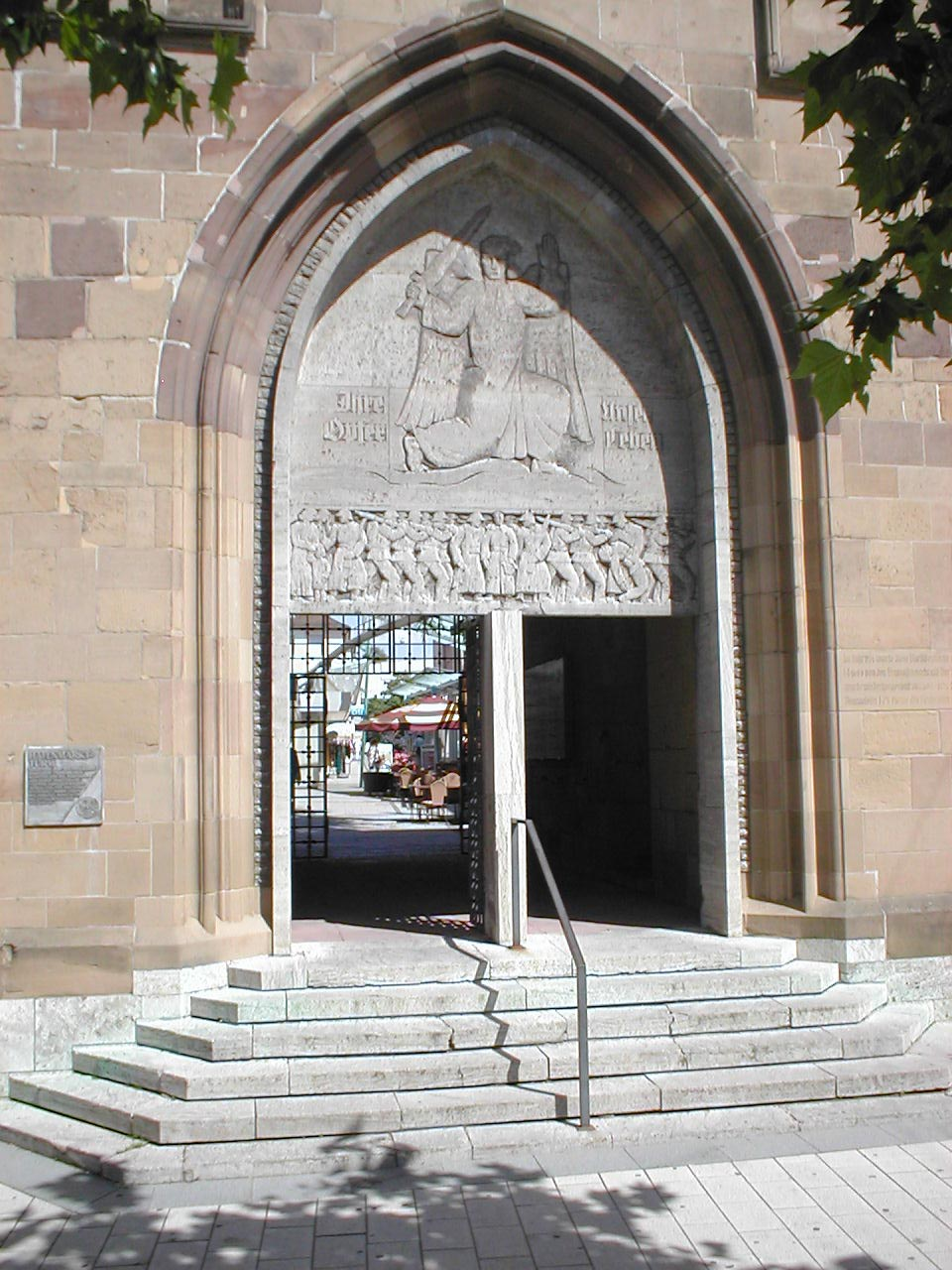
Durchgang im Hafenmarktturm mit Ehrenmal